# Reserva Forestal Mukura
La Reserva Forestal Mukura és una reserva natural protegida a la part nord-occidental de Ruanda, que cobreix uns 1.200 km² El bosc de Mukura està situada a la regió oriental ruandesa de la falla Albertina, que es trona a la divisòria Congo-Nil. Abans una part d'una franja del bosc montà que s'estenia des del bosc de Nyungwe al Parc dels Volcans, però ara Mukura és un bloc aïllat de forest.
Mukura va ser designada com a reserva en 1951. Originalment cobria una superfície de 30.000 hectàrees. No obstant això, gairebé la meitat del total de la coberta forestal i la biodiversitat s'han perdut des de llavors, deixant el bosc amb una superfície de només 16.000 hectàrees. Hi ha molts factors que han provocat a aquest descens, inclosa una densitat de població de prop de 600 persones per km² i un ingrés mitjà de les famílies locals de 3 $/mes, aquest últim causant que els habitants explotin el bosc per obtenir solvència financera.
La temperatura anual del bosc de Mukura és de 15 °C. El bosc s'eleva a una alçada mitjana de 2600 metres sobre el nivell del mar i rep 1,5 m de precipitació anualment.